# Jó szomszédság
A Jó szomszédság (We're So Happy You're Happy) a Született feleségek (Desperate Housewives) című amerikai filmsorozat nyolcvankilencedik epizódja. Az Amerikai Egyesült Államokban először az ABC (American Broadcasting Company) adó vetítette 2008. október 5-én.

## Mellékszereplők
- Richard Burgi - Karl Mayer
- Kathryn Joosten - Karen McCluskey
- Gale Harold - Jackson Braddock
- Mason Vale Cotton - MJ Delfino
- Jodi Carlisle - Mrs. Downing
- Art Frankel - Mr. Beckerman
- Suzanne Friedline - Linda Flanagan
- Anne Marie Howard - Előkelő hölgy
- Tim Rettley

## Mary Alice epizódzáró monológja
- A narrátor, Mary Alice monológja az epizód végén így hangzik (a magyar változat alapján):

"Igen. A jó szomszédot mindenki nagyra értékeli. Tudják, azt, aki segít behordani a cuccot a házba, de nem kérdezi, hogy a fiad miért olyan kedvetlen. Aki áthozza az elkeveredett leveleket, de nem jegyzi meg, hogy a nejed elégedetlennek tűnik. Vagy aki felajánlja, hogy lenyírja a füvet, de nem dörgöli az orrod alá, hogy a férjed milyen rideg. De aki nem biztos benne, hogy a szomszédban lakó úriember valóban olyan kedves-e, mint amilyennek mutatja magát, az tegyen meg mindent, amit csak tud, hogy jobban megismerje."

## Epizódcímek szerte a világban
- Angol: We're So Happy You're Happy (Úgy örülünk, hogy örülsz)
- Olasz: Il buon vicino (A jó szomszéd)
- Francia: Chacun cherche son chat... ou pas (Mindenki a hölgy macskáját keresi... vagy mégsem)
- Német: Ein guter Nachbar (Egy jó szomszéd)